# Tremplin du Dauphiné
Le tremplin du Dauphiné est un tremplin de saut à ski français, situé dans le village de Saint-Nizier-du-Moucherotte à l'ouest de Grenoble dans l'Isère. Son point K est de 112 mètres et le tremplin a été notamment construit pour les Jeux olympiques d'hiver de 1968.

## Histoire
Avant les Jeux olympiques d'hiver de 1968, les organisateurs décident que le petit tremplin sera construit à Autrans (Le Claret) et que le grand tremplin sera construit à Saint-Nizier-du-Moucherotte qui bénéficie d'une vue privilégiée sur Grenoble. Un budget de 5,9 millions de francs est prévu pour sa fondation qui est prise en charge par les architectes Heini Klopfer (en) et Pierre Dalloz. La partie principale des travaux a eu lieu entre juillet 1966 et janvier 1967.
Aux Jeux olympiques de Grenoble 1968, environ 70 000 spectateurs se sont déplacés pour assister à la compétition individuelle. Le Soviétique Vladimir Belussov s'impose avec le nouveau record du tremplin (101,5 mètres) devant le Tchécoslovaque Jiří Raška et le Norvégien Lars Grini.
En 1980 et 1981, le tremplin a été le théâtre d'épreuves de Coupe du monde. Laissé à l'abandon depuis 1990 à la suite de la décision de l'ancien maire de Saint-Nizier-du-Moucherotte d'arrêter l'entretien du site après la construction du tremplin olympique de Courchevel, qui a accueilli les épreuves de saut à ski lors des Jeux olympiques d'Albertville 1992, et toutes les compétitions de sauts qui ont suivi. Après une enquête, les coûts pour son démantèlement ou sa rénovation ont été estimés trop élevés et au fil du temps, l'état des fondations se détériore. Il est considéré comme un éléphant blanc.

## Compétitions
Dès janvier 1967, le tremplin a été testé par les sauteurs et la première compétition sur celui-ci a vu la victoire de Bjørn Wirkola.
En plus d'accueillir la compétition individuelle en grand tremplin des Jeux olympiques de 1968, le tremplin a été le siège d'épreuves de Coupe du monde de saut à ski en 1980 et 1981, tandis que celles de 1982 ont été annulées.

### Résultats
| Date            | Vainqueur         | Deuxième        | Troisième       | Compétition     |
| --------------- | ----------------- | --------------- | --------------- | --------------- |
| 18 février 1968 | Vladimir Belussov | Jiří Raška      | Lars Grini      | Jeux olympiques |
| 9 février 1980  | Piotr Fijas       | Hans Wallner    | Stanisław Bobak | Coupe du monde  |
| 10 février 1980 | Tom Kristiansen   | Alois Lipburger | Tom Levorstad   | Coupe du monde  |
| 28 février 1981 | Roger Ruud        | Ivar Mobekk     | Ernst Vettori   | Coupe du monde  |
| 9 janvier 1982  | Annulé            | Annulé          | Annulé          | Coupe du monde  |
| 10 janvier 1982 | Annulé            | Annulé          | Annulé          | Coupe du monde  |